# Anorostoma grande
Anorostoma grande är en tvåvingeart som beskrevs av Darlington 1908. Anorostoma grande ingår i släktet Anorostoma och familjen myllflugor.
Artens utbredningsområde är Washington. Inga underarter finns listade i Catalogue of Life.